# Zamknięte osiedle
Zamknięte osiedle – forma osiedla, które jest poprzez ogrodzenia zamknięte dla osób spoza niego. Osiedla zamknięte zwykle składają się z małych ulic i obejmują różne wspólne udogodnienia. W przypadku mniejszych osiedli, udogodnienia te mogą obejmować tylko park lub inny wspólny obszar osiedla. Jednym z powodów tworzenia zamkniętych osiedli jest ochrona właścicieli tamtejszych mieszkań lub domów przed wandalami i innymi rodzajami przestępczości ulicznej.

## Cechy
Zamknięte osiedla oferują usługi dozorcy, który strzeże osiedla, lecz oprócz tego, mogą istnieć inne udogodnienia. Zależą one od wielu czynników, między innymi położenia geograficznego i struktury osiedla.
Udogodnienia zależą również od rodzaju osiedla. Na przykład wspólnoty domów jednorodzinnych mogą nie mieć wspólnego basenu, ponieważ indywidualni właściciele domów mogą budować własne prywatne baseny. Z drugiej strony na terenie kondominium może istnieć wspólny osiedlowy basen, ponieważ poszczególni mieszkańcy nie mają możliwości tworzenia własnych basenów.
Typowe oferowane udogodnienia mogą obejmować:
- baseny
- kręgielnie
- korty tenisowe
- pola golfowe
- zakłady żywienia zbiorowego
- place zabaw
- spa

## Zamknięte osiedla na świecie
Zamknięte osiedla istnieją między innymi w Stanach Zjednoczonych, Brazylii, Argentynie i RPA.
Z kolei w kontynentalnej Europie i Japonii zamknięte osiedla są rzadkością.

## Krytyka
Jednym z powodów krytyki zamkniętych osiedli jest to, że zwiększają one nierówności społeczne, ponieważ raczej bogaci ludzie są w stanie zakupić mieszkanie lub dom w zamkniętym osiedlu i tam zamieszkać.

## Powody tworzenia i wykorzystywania zamkniętych osiedli
- ochrona przed przestępczością – ogrodzenia i bramy chronią przed przedostaniem się na teren osiedla wandali i innych przestępców;
- specjalne zaprojektowanie osiedla – niekiedy obok zakładów pracy buduje się specjalne osiedla dla pracowników danego zakładu pracy i ich rodzin.